# Relation maître-valet au théâtre
La relation maître-valet est une convention traditionnelle du théâtre de comédie qui joue sur les contrastes de la hiérarchie sociale, remontant à l'esclavage en Grèce antique et dans la Rome antique, adaptée plus tard à la domesticité à l'époque moderne,  utilisée en Italie par la commedia dell'arte et dans le théâtre français par Molière, Marivaux, Beaumarchais, avec des résurgences jusque chez Bertolt Brecht. Dans la comédie et parfois dans la tragédie, le rôle du valet peut être celui du confident. 

## Histoire

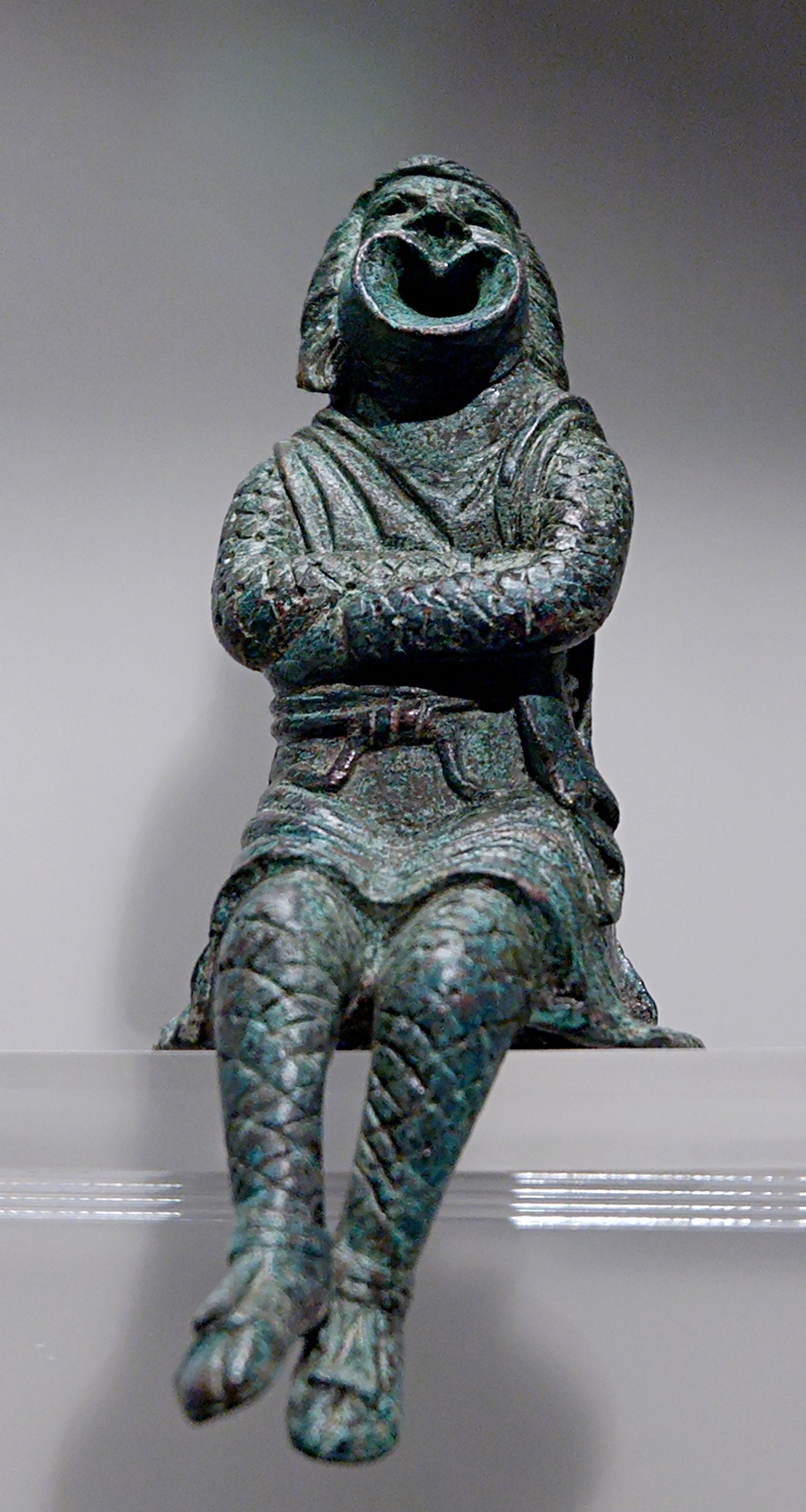
Acteur dans un rôle d'esclave, avec un masque comique. Statuette en bronze, début du IIIe siècle ap. J.-C., palais Massimo des Thermes.

Dans le théâtre grec antique comme dans le théâtre romain, le serviteur est un esclave, un objet qui n'a ni les droits, ni la dignité de l'homme libre : il peut être fouetté ou tué impunément. En échange, il n'est pas tenu par les convenances, il se livre à des plaisanteries obscènes et peut être insolent même avec les dieux. Dans Les Grenouilles d'Aristophane, Dionysos, descendu aux Enfers sous le déguisement d'Héraclès, est accompagné de son esclave Xanthias qui se moque de ses mines raffinées et de sa poltronnerie. À Rome, Plaute et Térence ont eux-mêmes été esclaves et parlent d'une condition qu'ils connaissent bien. Ainsi, dans l’Amphitryon de Plaute, le valet Sosie se plaint de l'injustice de son sort : 

« Quel courage ou plutôt quelle audace, quand on sait comment se comporte notre jeunesse, de se mettre en route seul, la nuit, à l’heure qu’il est ! Et que deviendrais-je, si les triumvirs me jetaient en prison ? Demain on me sortirait de ma cage pour me fouetter [d']importance ; et pas un mot à dire pour ma défense, et rien à attendre de mon maître, et pas une bonne âme qui ne criât que c’est bien fait ! En attendant, huit solides gaillards frapperaient sur mon pauvre dos comme sur une enclume : belle réception que me ferait ma patrie à mon retour ! Voilà pourtant à quoi m’expose la dureté de mon maître ! m’envoyer du port ici, bon gré mal gré, au beau milieu de la nuit ! Ne pouvait-il pas attendre qu’il fût jour ? Ô la dure condition que le service des riches ! et que l’esclave d’un grand est à plaindre ! Le jour, la nuit, ce sont mille choses à dire ou à faire ; pas de repos, pas de trêve ! Le maître se croise les bras, mais ne ménage pas nos peines ; tout ce qui lui passe par la tête lui semble possible, lui paraît juste ; il s’inquiète bien vraiment du mal qu’il nous donne, et si ses ordres sont raisonnables ou non ! Aussi que d’injustices dont pâtit le pauvre esclave ! mais, malgré qu’on en ait, il faut porter son fardeau. »

Le valet de comédie, oublié du théâtre médiéval, reparaît avec la Renaissance italienne et la commedia dell'arte : Henri III de France en engage une troupe lors de son passage à Venise en 1577.

## Le valet de comédie
Le valet de comédie, à l'époque moderne, regroupe toutes les fonctions de tous les valets de la maison, c'est donc un symbole, une représentation du valet. Il n'est pas un esclave, il est rémunéré (de gages), même si ceux-ci sont rarement perçus. Le valet est logé, nourri, blanchi, et s'en contente.
Dans la comédie, une de ses fonctions est celle d'entremetteur chargé de faciliter les amours des jeunes gens.
La relation avec le maître est une relation de familiarité, le valet sert de confident, pour le maître c'est une espèce de double, de miroir, avec qui la discussion n'aura pas de conséquence. Selon son humeur, le maître peut rabrouer le valet et le rouer de coups malgré la familiarité qui existe entre eux. Cette relation n'est pas ressentie comme un problème de classes sociales au XVIIe siècle. Elle le sera à partir du XVIIIe siècle.
La soubrette est le pendant féminin du valet de comédie.

## Exemples de valets

### Mascarille (L'Étourdi) et Scapin (Les Fourberies de Scapin), Molière

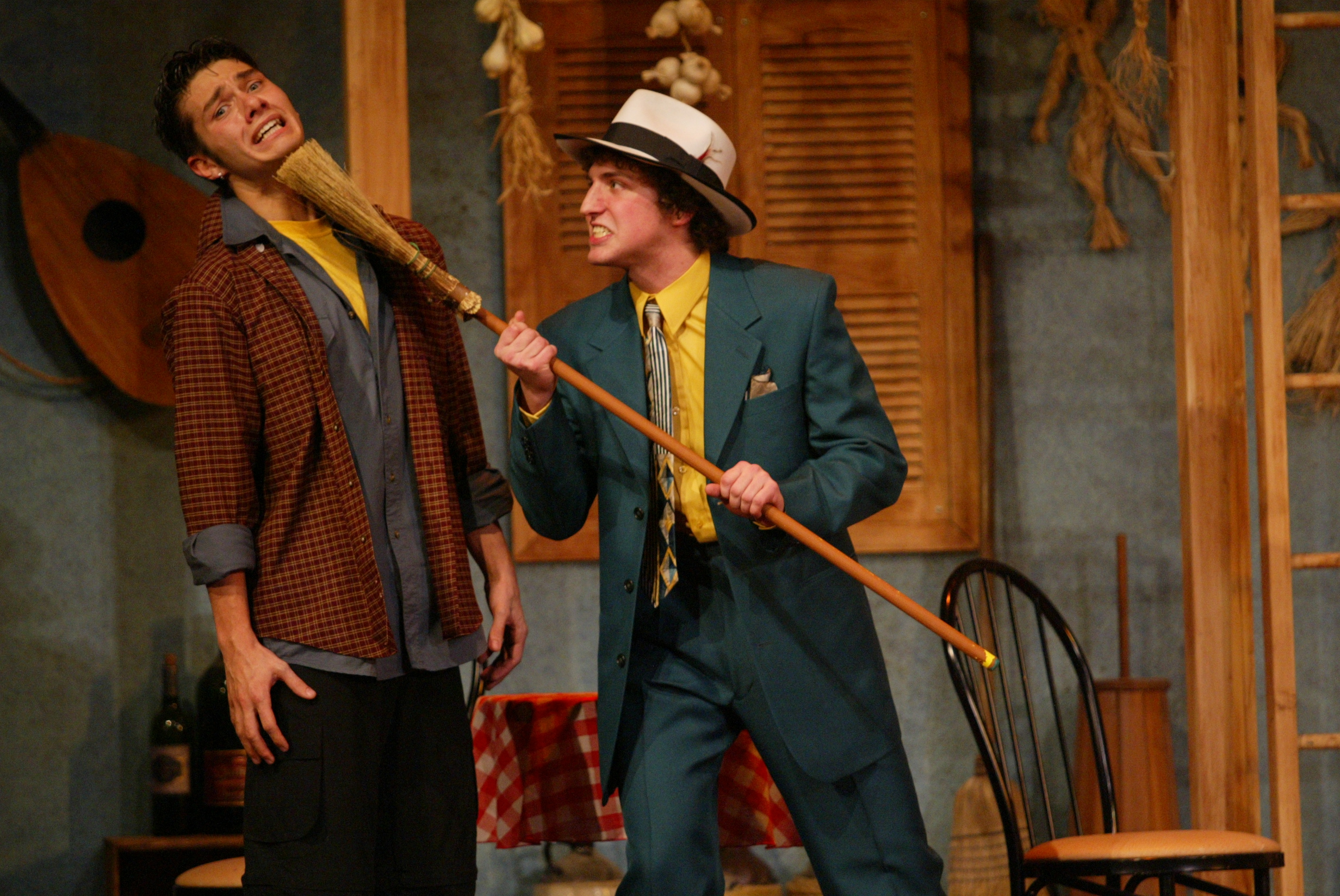
Les Fourberies de Scapin, représentées à l'Otterbein College en 2003.

Le personnage du « fourbe » est emprunté à la commedia del'arte où il est généralement incarné par Brighello. Ici, le valet est un intermédiaire astucieux qui se vante de sa ruse et de son savoir-faire : Mascarille se dit « fourbe, et fourbissime », Scapin se dit expert à « ces galanteries ingénieuses auxquelles le vulgaire ignorant donne le nom de fourberies ». Le valet peut être humilié et maltraité mais il prend sa revanche sur son jeune maître quand celui-ci a désespérément besoin de lui : le valet peut alors le moquer, le réprimander, voire l'obliger à le supplier à genoux. Mais il agit pour favoriser les amours des jeunes gens et ne remet pas en question les hiérarchies sociales.

### Dorine (Tartuffe), Martine (Les Femmes savantes), Toinette (Le Malade imaginaire), Molière

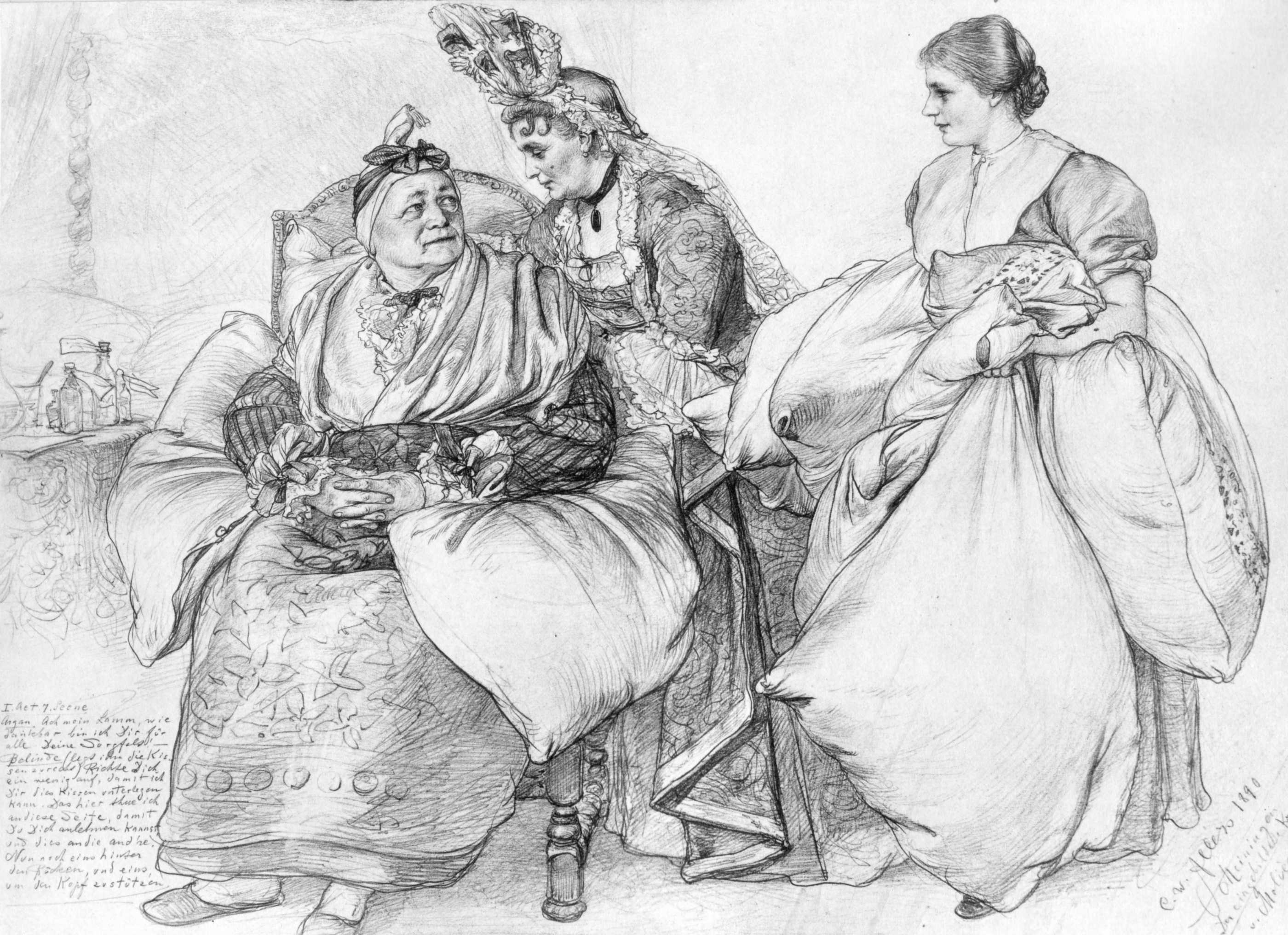
Argan, Béline et Toinette dans Le Malade imaginaire, dessin de Christian Wilhelm Allers, Die Gartenlaube, 1890.

Dorine incarne un type de serviteur dévoué et honnête, fidèle à la famille et qui, malgré sa condition inférieure, se montre supérieure à ses maîtres par son bon sens populaire et son franc-parler. Elle s'efforce d'aider Mariane, sa jeune maîtresse, faible et vulnérable, à qui elle sert de confidente, et de désabuser Orgon, le chef de famille tyrannique tombé dans le fanatisme sous la tutelle de l'hypocrite Tartuffe.
Dans la dramaturgie de Molière, une des fonctions de la servante, par son langage direct et sans apprêt, peut être de provoquer et mettre en évidence les ridicules ou les obsessions de ses maîtres. Dans Les Femmes savantes, Martine parle un français truffé de patois et de solécismes qui exaspère les « femmes savantes » Philaminte et Bélise, entichées de purisme et de langage précieux et sophistiqué, et répond à leurs réprimandes continuelles : « Quand on se fait entendre, on parle toujours bien ». Du reste, comme par un fait exprès, elle ne multiplie les fautes que devant les pédantes : devant les autres personnages, elle tient un langage simple et clair. 
Ce rôle d'aiguillon est encore plus marqué chez Toinette dans Le Malade imaginaire : quand son maître Argan, qui se prétend malade et presque à l'agonie, l'appelle, elle se fait attendre puis lui tient des propos provocants, tant et si bien que l'hypocondre en colère crie à pleins poumons puis jaillit de son fauteuil et la pourchasse pour la bastonner, d'ailleurs sans pouvoir la rattraper, montrant bien qu'il est en pleine santé physique. Angélique, fille d'Argan, souligne ce contraste en lui disant : « Eh ! Mon père, ne vous faites point malade ». Mais Toinette est aussi un personnage à part entière et non une simple figure de farce. Comme Dorine, elle est intelligente, clairvoyante, profondément attachée à la famille ; robuste et généreuse, elle a veillé à l'éducation des enfants après la mort de leur mère, la première épouse d'Argan, et continue de les protéger. Elle s'est arrangée pour gagner la confiance de Béline, la seconde épouse, car elle devine sa cupidité et ses intrigues qu'elle finira par démasquer. Si elle provoque son maître et le berne en jouant elle-même le rôle d'un faux médecin, c'est pour le faire sortir de son univers d'illusion où il ne pense que maladie et médecine.

### Sganarelle (Dom Juan, Molière)

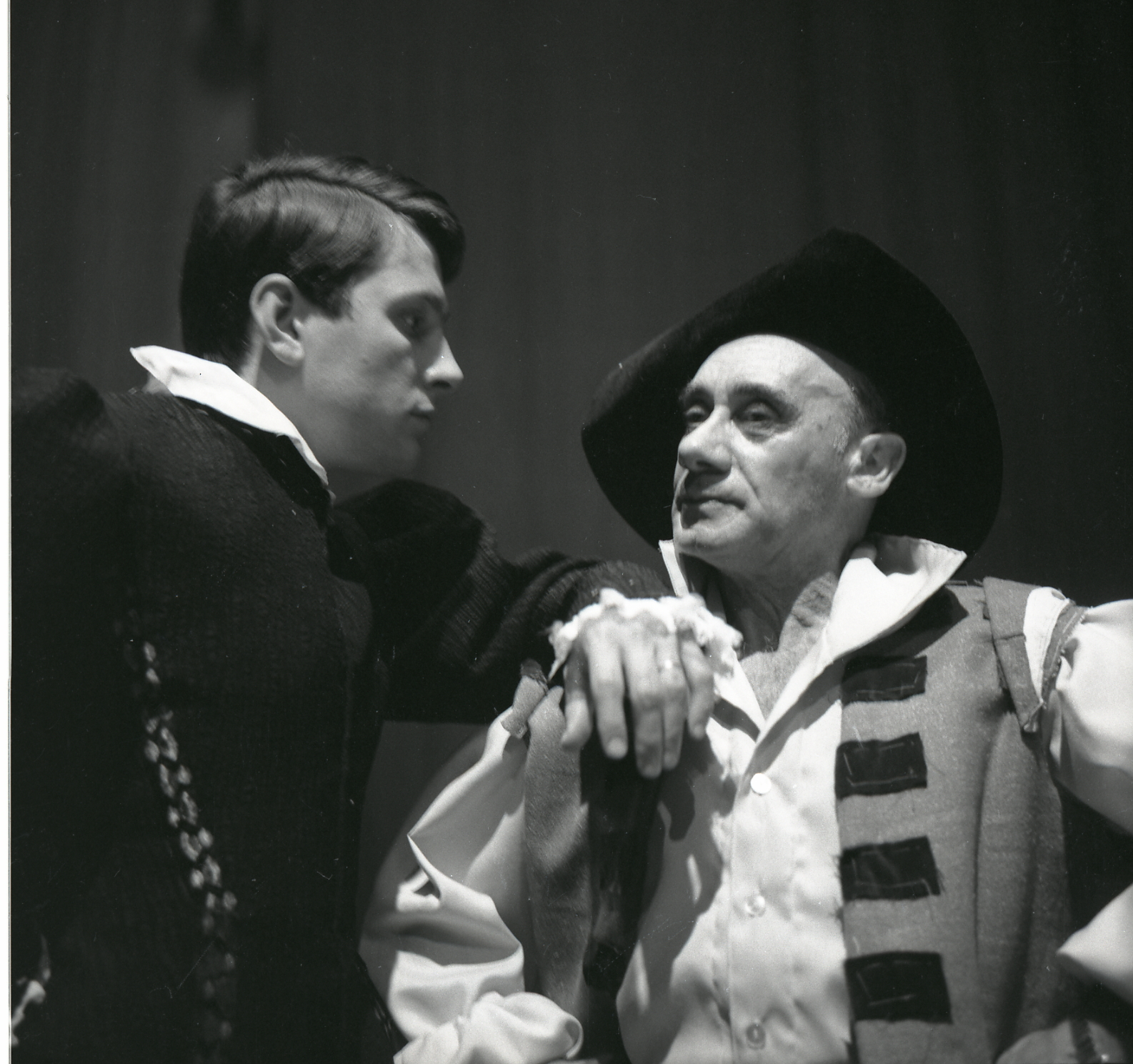
Dom Juan et Sganarelle au théâtre Cameri à Tel-Aviv en 1965.

Dans cette pièce, Dom Juan, gentilhomme de haute noblesse, libertin et athée, séducteur qui se plaît à charmer des jeunes femmes pour les abandonner ensuite, est toujours accompagné par son valet Sganarelle qui lui sert à la fois de confident et de souffre-douleur : le maître se livre à un bizutage sur lui et s'amuse à le scandaliser par des propos où il affiche son impiété et son immoralité. Sganarelle, personnage borné et timoré, reste attaché à son maître pour les minces avantages matériels qu'il en retire. Ainsi, quand Dom Juan profite de sa haute position sociale pour ne pas payer ses dettes à son tailleur, Sganarelle se sent autorisé à en faire autant. Quand Dom Juan feint de renoncer à son impiété pour rallier la cabale des dévots qui lui assurera l'impunité, il s'en targue à Sganarelle qui, outré, tente de défendre la cause de la religion par un galimatias où s'étale son ignorance. Cependant, Dom Juan se sert de Sganarelle comme miroir de sentiments empathiques que lui-même ne ressent plus : quand Done Elvire, une des anciennes épouses du séducteur, vient lui déclarer qu'elle a renoncé à toute vengeance et n'éprouve plus pour lui qu'un amour mystique, Dom Juan, insensible à l'exaltation de son ex-femme, adresse à son valet un propos sarcastique : « Tu pleures, je pense ». Après le départ d'Elvire, Dom Juan, pour rétablir son emprise sur Sganarelle, l'invite à partager son festin et feint de le traiter en égal mais le ridiculise aussitôt en faisant retirer les plats avant que le valet n'ait eu le temps d'y goûter. Enfin, quand le spectre du Commandeur tué par Dom Juan s'invite au festin pour lui prédire le châtiment céleste, Sganarelle est terrifié et tremblant alors que Dom Juan, quand le Commandeur revient le chercher, se montre inébranlable, refuse de se repentir et tombe dans les flammes de l'Enfer. Sganarelle, prosaïque jusqu'au bout, a le dernier mot de la pièce pour regretter la perte de ses gages.

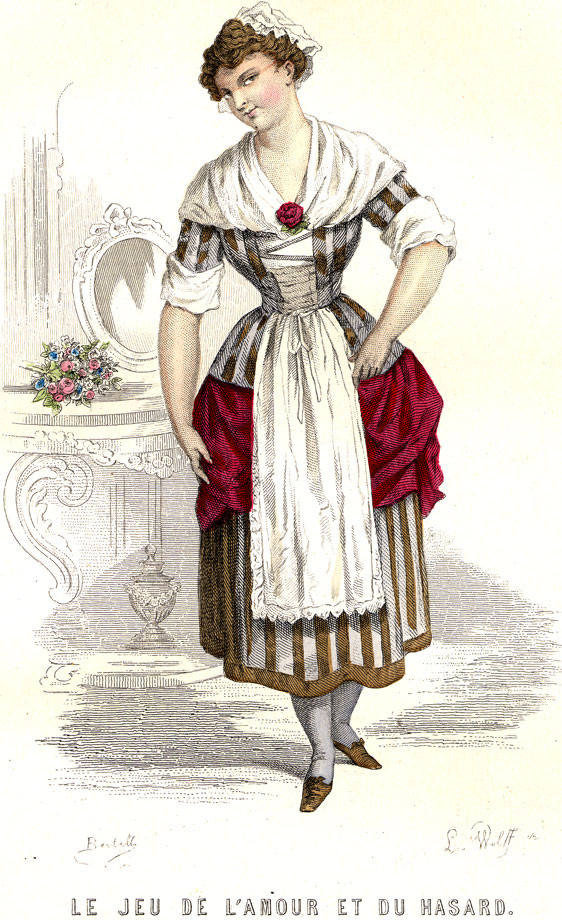
Dans Le Jeu de l'amour et du hasard de Marivaux, la soubrette Lisette prend la place de sa maîtresse.

## Le changement de position du valet (XVIIIesiècle)
Au XVIIIe siècle, les hiérarchies sociales ne sont plus considérées comme allant de soi : Lesage, dans Crispin rival de son maître et dans Turcaret, montre deux personnages de valets ambitieux, Crispin et Frontin, qui cherchent par leur astuce à s'élever à la classe des maîtres. L'ascension sociale est désormais possible puisque le riche fermier général Turcaret, maître de Frontin, est lui-même un ancien laquais. 
Dans Le Jeu de l'amour et du hasard de Marivaux, la jeune Silvia confie à sa servante Lisette sa crainte d'un mariage arrangé parce qu'elle veut être aimée pour elle-même et non pour sa fortune : elle décide de se faire passer pour sa soubrette pour éprouver les sentiments de son fiancé sans savoir que celui-ci, Dorante, a conçu la même ruse et se présente à elle en échangeant de rôle avec son valet Arlequin. Lisette et Arlequin, déguisés en personnes de la bonne société, caricaturent la conduite de leurs maîtres tandis que Silvia et Dorante s'éprennent l'un de l'autre dans ce que chacun prend pour une mésalliance et transgressent, non sans déchirement, les conventions de leur classe sociale.

## Le personnage de Figaro
Créé par Beaumarchais en 1772 dans un projet d'opéra-comique qui ne sera jamais représenté, Figaro, à l'origine, n'est pas valet mais barbier et musicien, deux métiers qualifiés puisque le barbier est en même temps chirurgien. Quand l'auteur refond son œuvre pour en faire une pièce de théâtre, plusieurs fois remaniée de 1773 à 1775, Figaro, d'une version à l'autre, acquiert progressivement les attributs du valet de comédie campé par Molière, Marivaux et Goldoni. Il se voit aussi doté d'un passé qui se développera dans les œuvres suivantes : comme les héros du roman picaresque, dans un contexte espagnol, il a fait plusieurs métiers dont celui de valet. Dans Le Barbier de Séville, il rencontre par hasard son ancien maître, le comte Almaviva, qui l'interpelle sans ménagement : « ce coquin de Figaro », « maraud », « un assez mauvais sujet ». Almaviva affiche une supériorité méprisante sur son ancien serviteur qui n'a gagné ni en prestance, ni en prestige social. Mais il a besoin de l'adroit valet pour l'aider à conquérir la jeune Rosine, séquestrée par son tuteur Bartholo. Figaro prend alors l'ascendant et riposte aux moqueries d'Almaviva par quelques formules bien senties : « Un Grand nous fait assez de bien quand il ne nous fait pas de mal », « Aux vertus qu'on exige d'un domestique, Votre Excellence connaît-elle beaucoup de maîtres qui fussent dignes d'être valets ? »
Auxiliaire indispensable des jeunes amoureux, Figaro se montre plus astucieux que son maître et contraste avec les deux valets de Bartholo, balourds et ridicules, qui ne jouent qu'un rôle de faire-valoir. Almaviva apprécie l'esprit de Figaro, rit de ses insolences mais suit fidèlement ses conseils tandis que Bartholo, avec ses gens, se conduit en maître arbitraire et obtus : « De la justice ! C'est bon entre vous autres misérables, la justice ! Je suis votre maître, moi, pour avoir toujours raison ! »

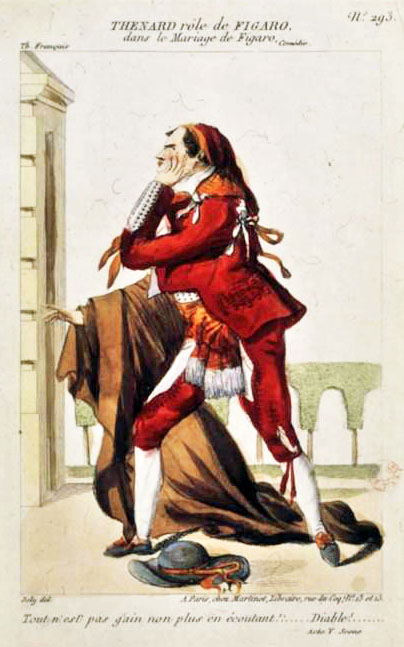
Figaro écoutant en cachette les intrigues du comte Almaviva pour séduire Suzanne. Gravure française de Joly, 1807.

Figaro, par son sens de la répartie et de la mise en scène, permet aux amoureux de déjouer la surveillance de Bartholo et quand Almaviva, éperdu de reconnaissance, lui dit qu'il est son bienfaiteur et son ange tutélaire, Figaro commente avec ironie son attitude : « Peste ! comme l'utilité a bientôt rapproché les distances ! » Du reste, Figaro, dans la tradition du valet de comédie, se montre réaliste et pense à ses « gages » : quand Almaviva, ayant conclu son mariage avec Rosine, prétend désintéresser Bartholo en renonçant aux biens de la jeune fille, Figaro n'oublie pas de réclamer les cent écus promis pour prix de ses services : « Ne perdons pas la tête ! »
Dans Le Mariage de Figaro, créé par Beaumarchais entre 1778 et 1784, c'est la première fois qu'un valet devient le personnage principal d'une pièce. L'action se passe trois ans après celle du Barbier et le comte Almaviva a épousé Rosine, devenue comtesse. Figaro est devenu l'homme de confiance du comte qui offre une dot à Suzanne, fiancée de Figaro et femme de chambre de la comtesse. Il veut envoyer  Figaro comme courrier à Londres. En fait, il ne pense qu'à séduire Suzanne le soir de ses noces alors qu'il prétend avoir renoncé à son droit de cuissage. Figaro se rebelle contre le comte. Il nie le privilège de naissance : « Et qu'avez-vous fait, vous, {pour obtenir ces privilèges}? Vous vous êtes donné la peine de naître, voilà tout ». 
Cependant, le rapport maître-valet ne se limite pas à la relation entre Almaviva et Figaro. Le comte est devenu un seigneur en exercice, un « tyran domestique » qui règne sur une maisonnée nombreuse de serviteurs qu'il traite avec un mélange de rigueur et de méfiance, ne cessant de douter de leur fidélité ou de leur compétence. Il écoute en cachette si le servile Bazile ne joue pas double jeu, commande Chérubin sur le mode militaire en l'envoyant à l'armée, gronde le jardinier Antonio et menace de le chasser, à quoi le jardinier répond qu'il n'est « pas assez bête pour renoncer à un si bon maître » : malgré tout, les vassaux pensent qu'un autre maître serait sans doute pire.
Le comte regrette la complicité qui le liait autrefois à Figaro : « Autrefois, tu me disais tout », sans se rendre compte que c'est lui-même qui est responsable de ce changement d'attitude. Au contraire, la complicité est entière entre Rosine, devenue comtesse, et sa fidèle Suzanne qui s'entendent pour résister à l'autorité masculine.

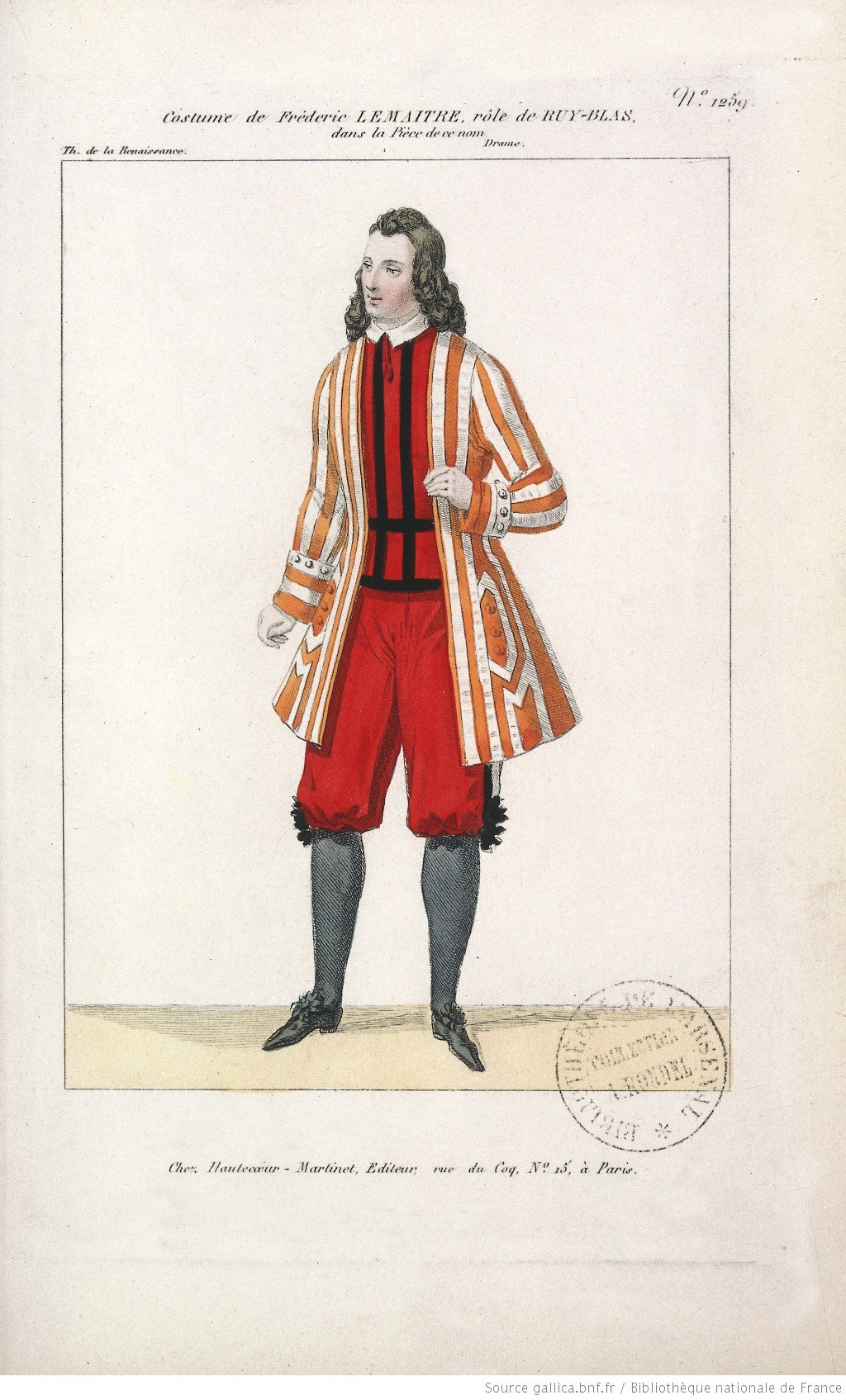
L'acteur Frédérick Lemaître dans le rôle de Ruy Blas, estampe de 1838.

## Le drame romantique:Ruy Blas
Dans Ruy Blas, drame romantique de Victor Hugo créé en 1838, le personnage éponyme, en partie inspiré de la jeunesse de Jean-Jacques Rousseau, est une figure dramatique : sa condition inférieure de valet contraste avec ses nobles aspirations et son amour caché pour la reine d'Espagne. Il entre en conflit avec son maître, Don Salluste, grand d'Espagne intrigant et corrompu, qui l'oblige à participer à une machination contre celle-ci.

## La lutte des classes:Maître Puntila et son valet Matti
Dans Maître Puntila et son valet Matti (Herr Puntila und sein Knecht Matti), comédie allemande de Bertolt Brecht créée en 1948, c'est l'alcoolisme qui vient brouiller les relations entre classes sociales : Puntila, riche propriétaire finlandais, quand il est ivre, déborde d'affection pour ses serviteurs et son valet Matti en particulier à qui il promet la main de sa fille ; mais Matti, lucide, sait que ces promesses d'ivrogne n'effacent pas la dure réalité de la lutte des classes et qu'il n'y aura de bons maîtres que « quand chacun sera le sien ».